# 鈴木健司 (国文学者)
鈴木健司（すずき けんじ、1953年 - ）は、日本文学の研究者。文教大学教授。

## 人物・略歴
埼玉県立春日部高等学校、埼玉大学教育学部卒業。早稲田大学大学院教育学研究科博士課程修了。埼玉県公立学校教員を務めた後、高知工業高等専門学校助教授を経て、高知大学人文学部人間文化学科教授。2006年から文教大学文学部教授。宮沢賢治学会イーハトーブセンター理事・編集委員会委員。野口冨士夫文庫運営委員（越谷市立図書館）。博士（学術）（早稲田大学）「宮沢賢治研究－文学における宗教と科学の位相」（2004年）。

## 著書
- 『宮沢賢治　幻想空間の構造』（単著蒼丘書林、1994年）（第6回宮沢賢治奨励賞受賞）
- 『宮沢賢治という現象－読みと受容への試論－』（単著蒼丘書林、2003年）（第47回 高知県出版文化賞受賞（高知県文教協会）
- 『大江健三郎研究―四国の森と文学的想像力―』（共編著リーブル出版、2004年）
- 『大江健三郎研究II―大江健三郎と「谷間の村」の諸相― 』（共編著リーブル出版、2009年）
- 『宮沢賢治文学における地学的想像力-〈心象〉と〈現実〉の谷をわたる―』（単著蒼丘書林、2011年）
- 井上ひさし追悼・『「天保十二年のシェイクスピア」研究』(共編著文教大学出版部、2012年）
- 『宮澤賢治の深層　宗教からの照射』（共著法蔵館、2012年）